# Pietro Foroni
Pietro Foroni (Codogno, 23 luglio 1975) è un politico italiano, esponente della Lega Nord.
È stato presidente della Provincia di Lodi, sindaco di Maleo, consigliere regionale della Lombardia e assessore al Territorio e Protezione Civile nella Giunta regionale della Lombardia dell'XI legislatura. Attualmente è amministratore delegato di FS Security.

## Biografia

### Attività politica
Dopo un'esperienza come consigliere comunale vissuta fra le file dell'opposizione nel comune di Cornovecchio, nel 2004, a capo della lista civica "Uniti per Maleo" viene eletto per il suo primo mandato a sindaco di Maleo con il 55,43% dei voti.
Cinque anni dopo, nel 2009, viene eletto presidente della Provincia di Lodi al primo turno, raccogliendo il 54,18% dei voti in rappresentanza di una coalizione di centrodestra costituita da PdL, Lega Nord e Insieme per il Lodigiano. Nella stessa tornata elettorale viene riconfermato sindaco di Maleo con il 71,03% dei voti.
Nel 2013 è candidato per le consultazioni elettorali del 24 e 25 marzo per il rinnovo del Consiglio regionale della Lombardia tra le file della Lega Nord a sostegno del candidato di centro-destra Roberto Maroni nella circoscrizione elettorale di Lodi. Ottiene 1647 preferenze e viene eletto Consigliere Regionale. Il 2 maggio 2013, decorsi i termini temporali previsti dal Testo Unico degli Enti Locali, decade dalle cariche di sindaco di Maleo e di presidente della Provincia di Lodi, in quanto incompatibile con la carica di Consigliere Regionale.
Quale consigliere regionale ha ricoperto le seguenti cariche:
- presidente IV Commissione "Attività produttive e occupazione (mandato 2013-2018);
- vice presidente Commissione Speciale "Antimafia" (mandato 2013-2018);
- componente II Commissione "Affari Istituzionali" (mandato 2013-2018);
- componente VIII Commissione "Agricoltura, montagna, foreste e parchi" (mandato 2013-2018).

Il 18 dicembre 2014 viene nominato da Stefano Borghesi (Commissario Nazionale Lega Lombarda) vice commissario nazionale e responsabile nazionale per gli enti locali della Lega Lombarda.
Nel 2018 si è candidato per il secondo mandato da consigliere regionale in occasione delle consultazioni elettorali del 18 marzo, ottenendo il maggior numero di preferenze (2527) fra i candidati consiglieri nella provincia di Lodi e risultando eletto nel Consiglio Regionale dell'XI legislatura fra le file della Lega, all'interno della coalizione di centro-destra a sostegno di Attilio Fontana.
Il 29 marzo 2018 viene nominato dal neopresidente della Lombardia Attilio Fontana assessore regionale con delega al Territorio e alla protezione civile, dimettendosi contestualmente dalla carica di Consigliere Regionale.
Si ricandida nelle file della Lega per Salvini Premier a sostegno di Attilio Fontana alle consultazioni elettorali del 12 e 13 febbraio 2023, senza essere eletto.
Dal 6 ottobre 2023 ricopre la carica di amministratore delegato di FS Security, start-up collegata a Ferrovie dello Stato.